# Westfriedhof (München)

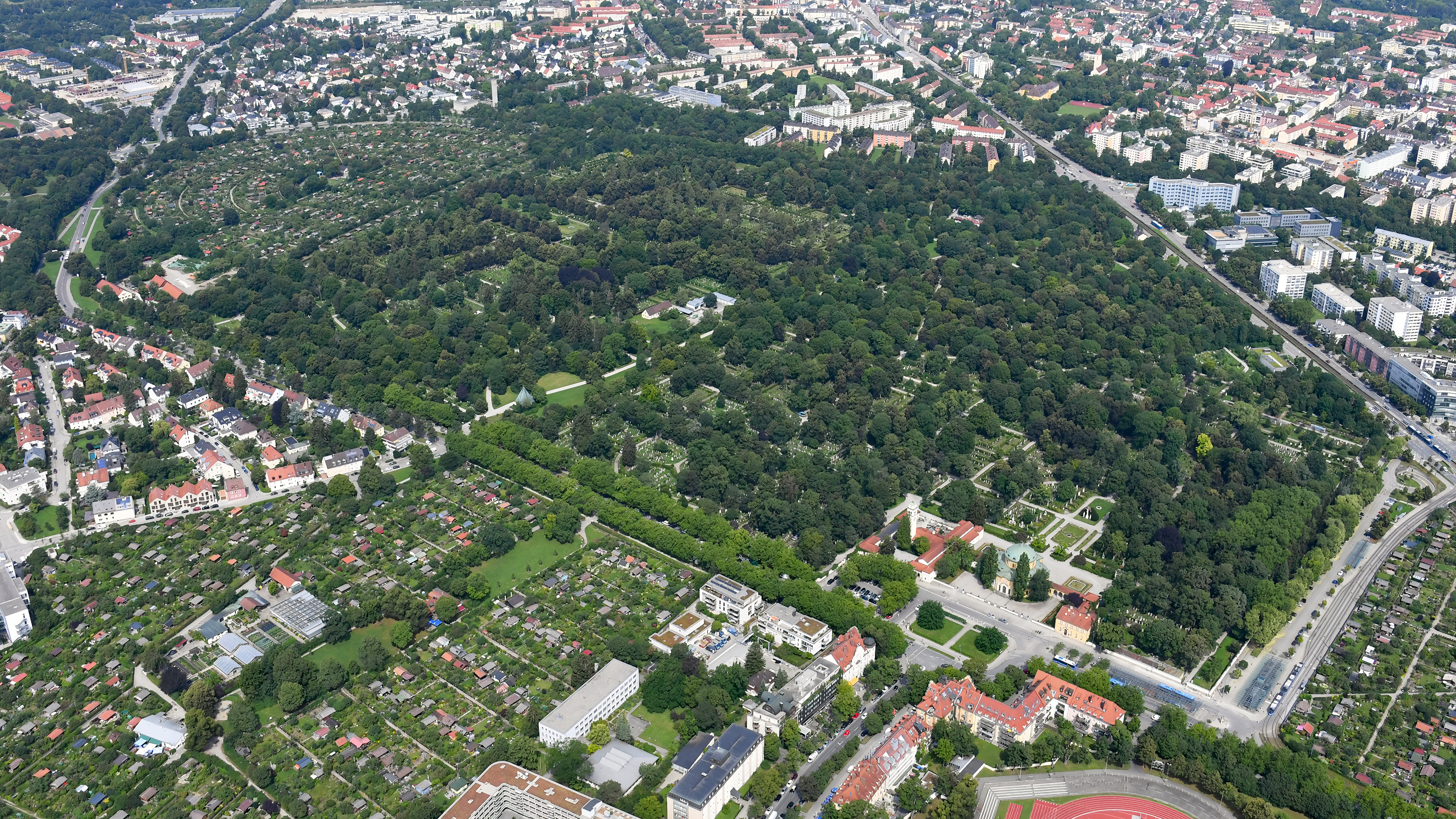
Der Westfriedhof von Südosten aus der Luft gesehen

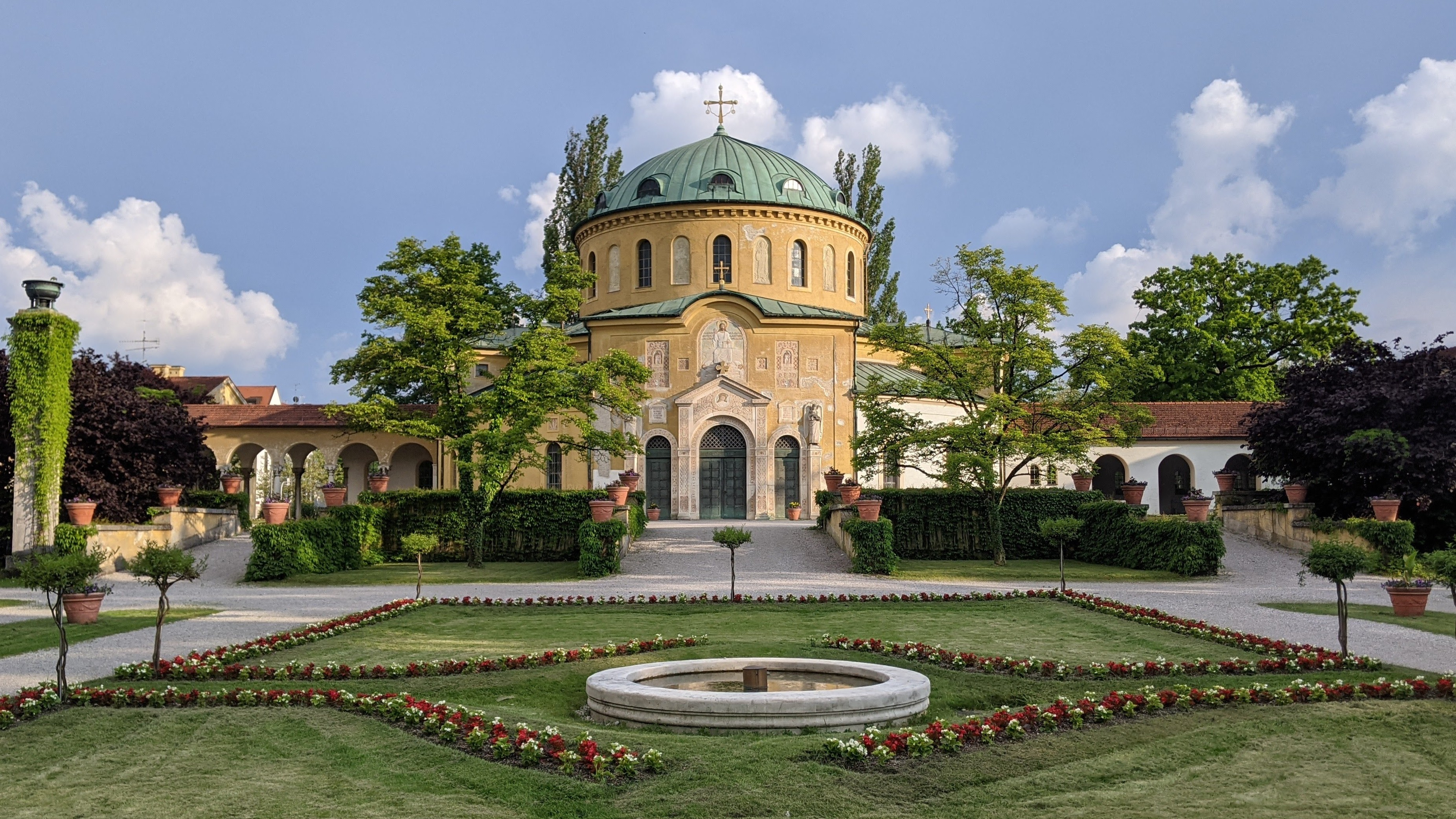
Aussegnungshalle des Westfriedhofs (Nordseite)

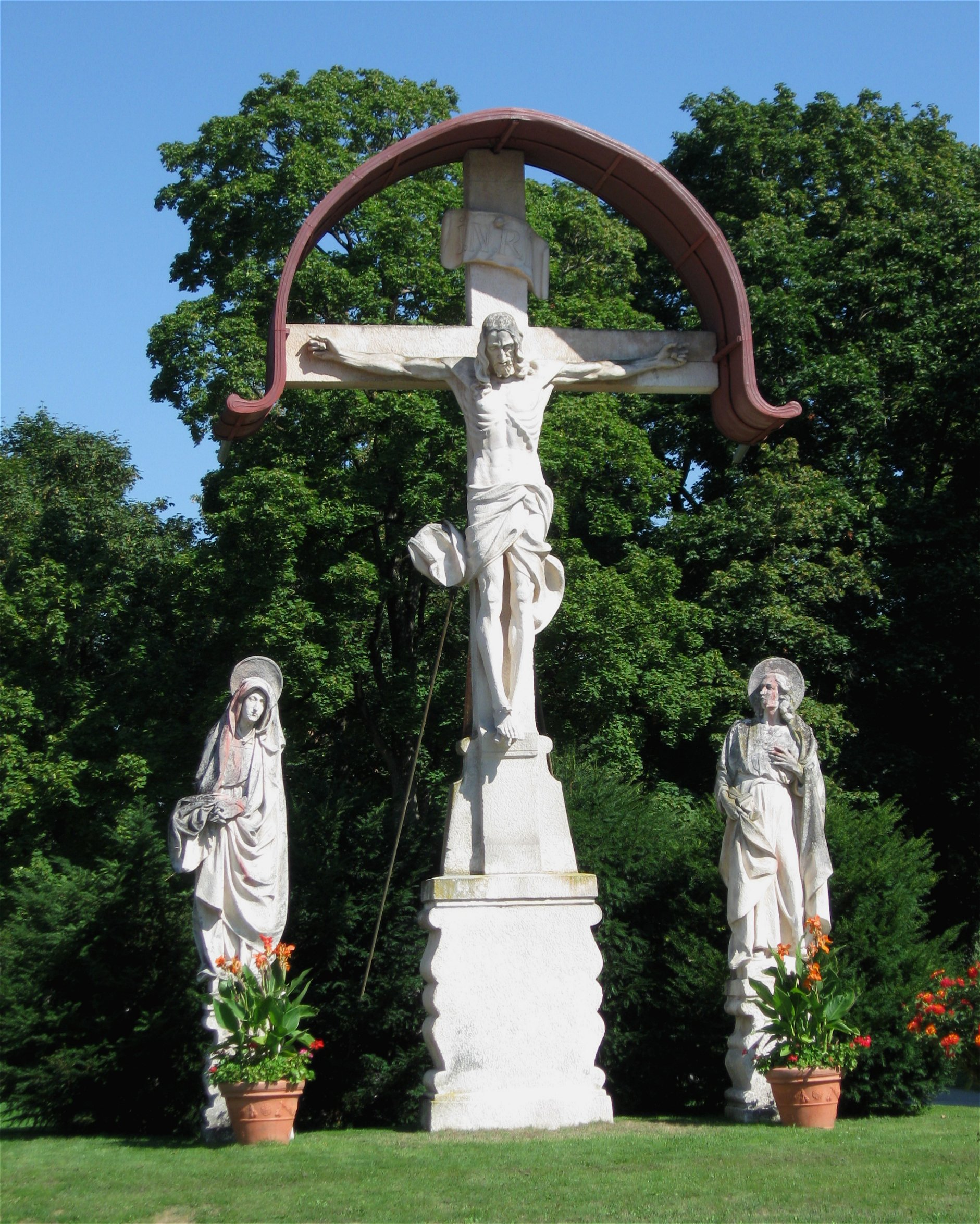
Kreuzigungsgruppe von Thomas Buscher

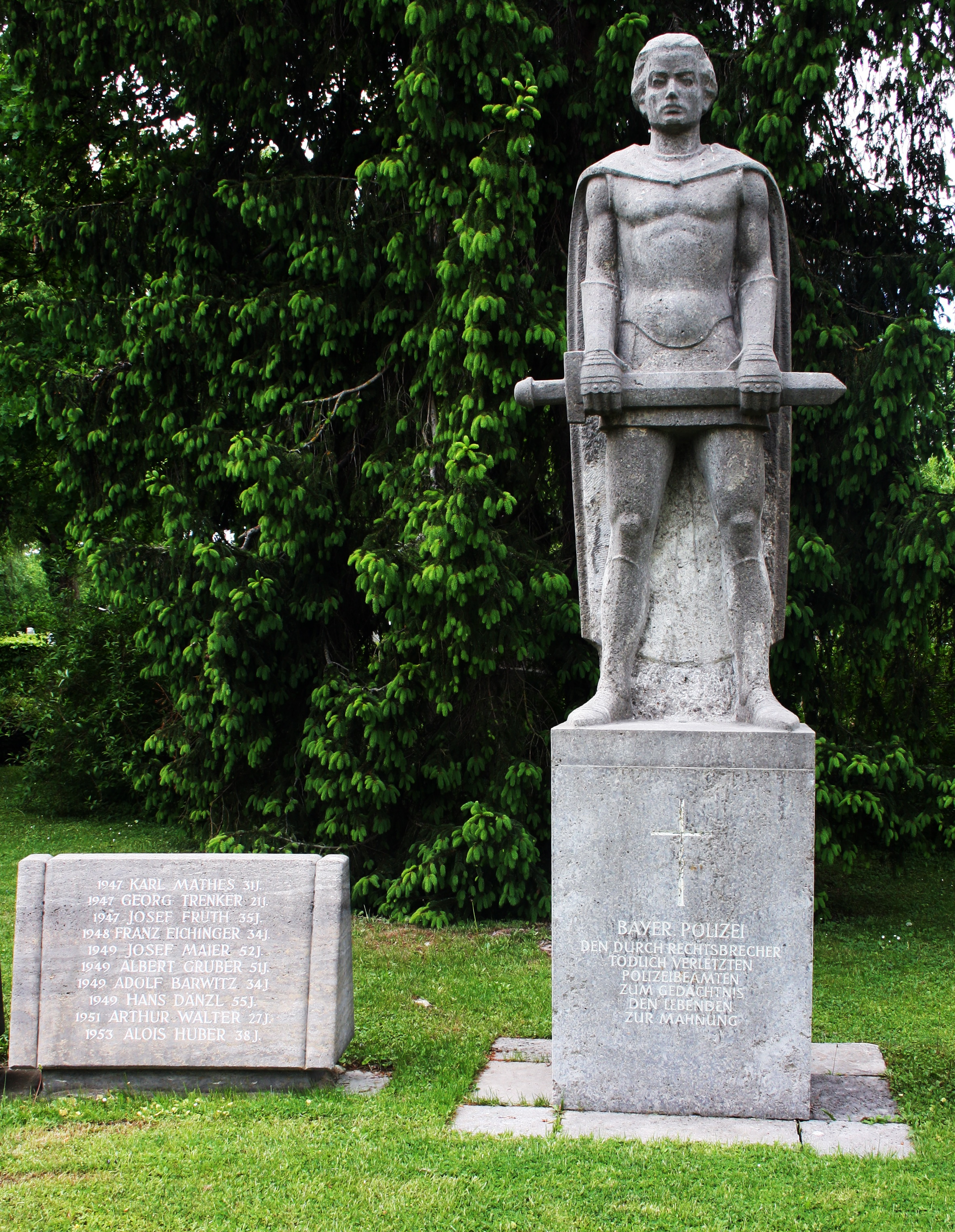
Denkmal für die Bayerische Polizei

Der Westfriedhof der bayerischen Landeshauptstadt München liegt im Süden des Stadtbezirks Moosach. Der Haupteingang befindet sich im Südosten des Friedhofs in der Baldurstraße 28. Der Friedhof wird im Norden vom Wintrichring begrenzt, im Nordosten von der Dachauer Straße, im Osten von der Orpheusstraße. Er ist in 6 Bereiche unterteilt, diese sind (von Südosten im Uhrzeigersinn): Am Forum, An der Friedhofsmauer, Am Teich, Am Steinkreis, Lärchenhain, Lindenhain. Darüber hinaus gibt es nummerierte Abteilungen 1 bis 74 sowie 101 bis 271 (einige Nummern nicht vergeben). Als Eingänge im Süden und Westen fungieren unter anderem das Lenbachtor, das Tor am Teich, das Tor Niederling und das Heimgartentor. Im Norden und Osten befinden sich schlichte Eingänge. 

## Geschichte
Er wurde im Jahr 1898 angelegt, 1902 wurden die Friedhofsbauten des Architekten Hans Grässel fertiggestellt. Da zu diesem Zeitpunkt Moosach noch nicht nach München eingemeindet war, wurde das Gebiet des Friedhofs eigens nach München eingemeindet. Der Westfriedhof verfügt nach der Erweiterung um 1950/51 über circa 40.000 Grabplätze. An der Hauptallee liegen die Grabdenkmäler, zum Teil geschaffen von dem Münchner Bildhauer Heinrich Waderé. Der Friedhof steht unter Denkmalschutz.
1962 wurde die Urnenhalle am Teich durch den Architekten Eugen Jacoby im schlichten Stil erbaut.
Im Jahr 2012 wurde ein Ehrenmal für die Bayerische Polizei errichtet. Es erinnert an die 63 seit dem Ende des Zweiten Weltkriegs getöteten Polizeibeamten.
Vor der Aussegnungshalle befanden sich früher zwei Sphingen. Diese stehen heute auf dem Friedhof in Oberhaching. Die Stadt München bemüht sich, diese wieder nach München zurückzuführen.